# These Foolish Things
These Foolish Things è  l'album di debutto, come solista, di Bryan Ferry, pubblicato dalla Island Records nel settembre del 1973.
L'album si piazzò al quinto posto delle classifiche britanniche, successo anche per il singolo A Hard Rain's a-Gonna Fall (posizione #10 nella classifica UK riservata ai singoli).

## Tracce
Lato A
1. A Hard Rain's a-Gonna Fall – 5:20 (Bob Dylan)
2. River of Salt – 1:46 (Bernard Zackery, Irving Brown, Jan Zackery)
3. Don't Ever Change – 2:13 (Carole King, Gerry Goffin)
4. Piece of My Heart – 3:04 (Bert Berns, Jerry Ragovoy)
5. Baby Don't Care – 1:46 (Jerry Leiber, Mike Stoller)
6. It's My Party – 2:01 (Herbert Weiner, John Gluck Jr., Wally Gold)
7. Don't Worry Baby – 4:10 (Brian Wilson, Roger Christian)

Durata totale: 20:20
Lato B
1. Sympathy for the Devil – 5:50 (Mick Jagger, Keith Richards)
2. The Tracks of My Tears – 3:04 (Marvin Tarplin, William "Smokey" Robinson, Jr., Warren Moore)
3. You Won't See Me – 2:32 (John Lennon, Paul McCartney)
4. I Love How You Love Me – 3:01 (Barry Mann, Larry Kolber)
5. Loving You Is Sweeter Than Ever – 3:04 (Ivy Jo Hunter, Stevie Wonder)
6. These Foolish Things – 5:43 (Eric Maschwitz, Jack Strachey)

Durata totale: 23:14

## Formazione
- Bryan Ferry - voce, pianoforte (occasionale)
- John Porter - chitarra
- Paul Thompson - batteria
- Eddie Jobson - violino, tastiera, sintetizzatore
- John Punter - batteria aggiunta (brani: Don' Worry Baby e Sympathy for the Devil)
- David Skinner - pianoforte
- Phil Manzanera - chitarra solista (brano: You Won't See Me)
- Henry Lowther - tromba
- Malcolm Duncan - sassofono tenore
- Roger Ball - sax alto, sassofono baritono
- Ruan O'Lochlainn - sax alto (brano: I Love How You Love Me)
- Robbie Montgomery - cori (brani: A Hard Rain's a-Gonna Fall e Sympathy for the Devil)
- Jessie Davis - cori (brani: A Hard Rain's a-Gonna Fall e Sympathy for the Devil)
- The Angelettes - cori (eccetto nei brani: A Hard Rain's a-Gonna Fall e Sympathy for the Devil)
- Roger Ball - arrangiamenti strumenti a fiato

Note aggiuntive
- Bryan Ferry, John Porter, John Punter - produttori
- Registrazioni effettuate al Air Studios di Londra, nel giugno del 1973
- John Punter - ingegnere del suono
- Steve Nye - ingegnere del suono
- Andy Arthurs - assistente ingegneri del suono[4]